# Theophilus Hansen

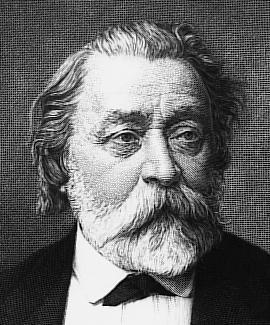
Theophilus Hansen.

Theophil(us) Edvard (von) Hansen, född 13 juli 1813 i Köpenhamn, död den 17 februari 1891 i Wien, var en dansk-österrikisk arkitekt.
Hansen var elev till sin bror Christian Hansen och till Gustav Friedrich Hetsch. Han fick 1835 Danska konstakademiens mindre guldmedalj. År 1838 sökte han sig utomlands och slog sig ned i Aten, där han bland annat byggde observatoriet och ett par kyrkor. År 1846 flyttade han till Wien, där han sedan stannade. Här utförde han tillsammans med sin svärfar Ludwig Förster evangeliska kyrkan och synagogan i Leopoldstadt, båda i bysantinsk stil. Hans första självständiga verk där var Vapenmuseet, en del av arsenalen, i romansk stil (1855). År 1860 återvände han till Aten och byggde där Vetenskapsakademien i grekisk stil. 
I Wien byggde han under den närmaste tiden det omfattande privathuskomplexet Heinrichshof (fullbordat 1863), vidare ärkehertig Vilhelms palats (fullbordat 1867) i renässansstil, konservatoriet (samma år), Epsteinska palatset (1871) och Ephrussis palats, där han sökte tillämpa grekisk stil för moderna behov. 
Slottet Hörnstein höll han i sengotisk stil. Sedan följde Börsen (1877) och Konstakademien, båda i italiensk renässans, samt hans största och märkligaste verk, Parlamentshuset, i grekisk renässans. Av dess interiörer är den stora, 128 fot långa hallen berömd för sin prakt och sin storslagna skönhet. 
Hansen var en av de ledande stormännen i Wien under stadens storbyggnadsskede. Han blev upphöjd i friherrligt stånd, var medlem av flera konstakademier, även av den svenska (1877).